# Piste de la Sarra
La piste de la Sarra est une ancienne piste de ski située sur la colline de Fourvière, à Lyon, en France.

## Description
La piste est située sur la face Nord de la colline de Fourvière. La piste a une longueur de 300 mètres, une largeur de 30 mètres, pour une pente de 20% soit 60 mètres de dénivelé.
Elle disposait d’un télésiège biplace installé par Poma, et de moniteurs de ski.

## Histoire
L'idée de l'aménagement d'une piste de ski à Lyon est née en 1963. Elle est le fait de Tony Bertrand, adjoint aux sports de la ville et instigateur d'un certain nombre d'installations sportives de la ville. Il est rendu possible par la découverte d'un revêtement artificiel synthétique, de fabrication italienne, lors d'un salon organisé à Paris la même année. Le support est constitué par un tapis en fibres synthétiques. La largeur de la piste est de 30 mètres. Ce revêtement se révèle très destructeur pour le matériel et dangereux pour les skieurs : brûlures sur le tapis, doigts cassés dans les alvéoles.
Le projet est approuvé par le maire de Lyon Louis Pradel et un revêtement artificiel de couleur bleue, ainsi qu'un télésiège biplace permettant la remontée des usagers, sont installés durant l'année 1964. La piste est inaugurée par le maire le 29 novembre 1964, et à cette époque Lyon est la seule ville d'Europe à posséder une piste de ski urbaine.
Au total, plus de deux millions de remontées mécaniques ont été comptabilisées de 1964 à 1975.
En 1973, le revêtement bleu est remplacé par un revêtement blanc.
La piste est fermée en 1975, dans l’attente de trouver un matériau plus résistant et moins dangereux, mais le projet est finalement abandonné l’année suivante faute de moyens.
Le complexe sportif, comprenant la piste synthétique et la remontée mécanique, est entièrement désinstallé en 1991.
En 2003 et 2004, la société Skimania et le comité de ski lyonnais y organisent l'opération Station Lyon Neige : 3 000 m3 de neige sont acheminés depuis le col de l'Iseran pour être déposés à la Sarra, et des compétitions sont organisées.
L'accès à la piste est maintenant interdit à la pratique sportive hors événements spécifiques. Elle sert notamment de cadre à l'Ultra Boucle de la Sarra,, mais est aussi empruntée par la Lyon Free Bike, le Lyon Urban Trail et le Lyon Urban Trail by night.

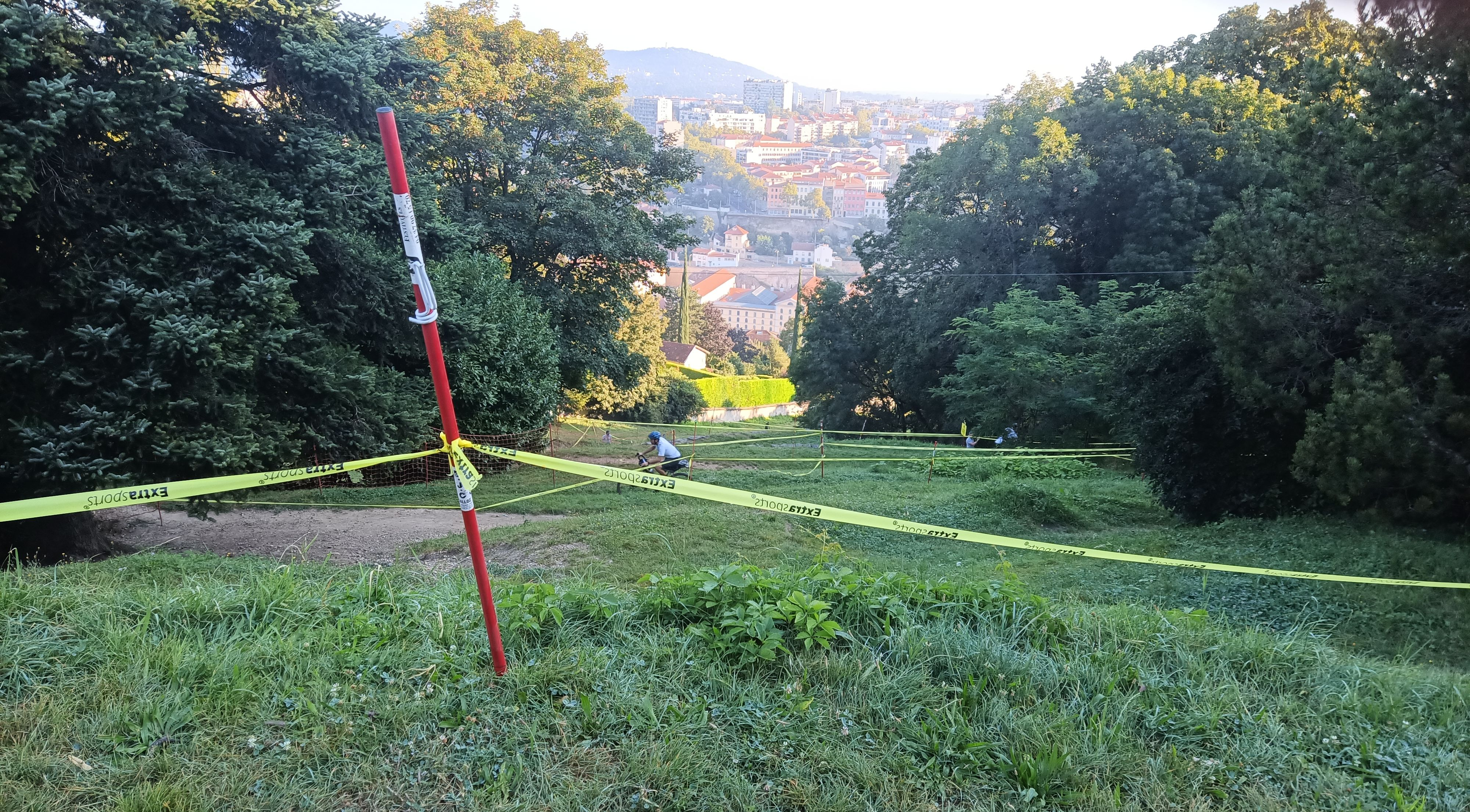
Descente de la piste de la Sarra (Lyon Free Bike 2021)